# Артюхин, Юрий Петрович
Ю́рий Петро́вич Артю́хин (22 июня 1930 — 4 августа 1998) — бортинженер космического корабля «Союз-14», орбитальной станции «Салют-3», Герой Советского Союза, лётчик-космонавт СССР — 30-й советский космонавт.

## Биография
Родился 22 июня 1930 года в деревне Першутино Клинского района Московской области в семье военного лётчика. Русский. Член Коммунистической партии с 1957 года. В 1948 году окончил десять классов Клинской железнодорожной школы № 4.
С 1942 года работал в колхозе.
16 сентября 1948 — 11 декабря 1950 года — курсант Серпуховского военного авиационно-технического училища.
C 19 февраля 1951 года — техник авиаэскадрильи по спецслужбе 231 штурмового авиаполка 74 штурмовой авиадивизии 45 воздушной армии Забайкальского ВО.
21 августа 1952 — март 1958 года — слушатель ВВИА им. Н. Е. Жуковского, получил диплом по специальности «инженер-электрик ВВС».
С 7 марта 1958 — старший инженер по автоматизации авиадвигателей отделения автоматизации самолётов кафедры авиаприборов; с 24 января 1959 — старший инженер по электрическому и приборному оборудованию самолётов; с 25 февраля 1961 — старший инженер 19 лаборатории в ВВИА имени Н. Е. Жуковского. Занимался освоением вычислительной техники.
27 июня 1980 года в Военном инженерном институте им. А. Ф. Можайского (г. Ленинград) защитил диссертацию и получил учёную степень «кандидат технических наук» по космической разведке.
С 10 января 1963 года зачислен в отряд космонавтов ЦПК ВВС. В 1963—1965 годах дважды участвовал в работе научно-измерительных пунктов по управлению полётом в качестве заместителя и начальника оперативной группы. В мае 1965 − январе 1966 года проходил подготовку для полёта на космическом корабле «Восход-3» в составе 3-го экипажа (вместе с В. А. Шаталовым. Во время полёта космических кораблей «Союз-6, Союз-7, Союз-8» (октябрь 1969 года), «Союз-9» (июнь 1970 года) участвовал в управлении полётом на плавучем научно-измерительном пункте «Космонавт Владимир Комаров», а в 1971 году во время полёта «Союза-11» — на судне «Академик Сергей Королёв».
В 1965—1969 годах входил в группу советских космонавтов, готовившихся по советским программам облёта Луны Л1/«Зонд» и посадке на неё Л3. Полёты пилотируемых кораблей «Зонд» по лунно-облётной программе были отменены после того, как США совершили первый полёт вокруг Луны на «Аполлоне-8» в декабре 1968 г., а параллельная лунно-посадочная программа также не была реализована ввиду значительного отставания от США с полным проигрышем СССР в «лунной гонке» после успешной высадки американцев на Луну на «Аполлоне-11» в июле 1969 года.
Входил в состав экипажа планировавшегося на июнь 1973 года первого полёта на первую военную орбитальную станцию программы «Алмаз». 
3—19 июля 1974 года совершил космический полёт в качестве бортинженера (командир экипажа — П. Р. Попович) на космическом корабле «Союз-14» и орбитальной станции «Салют-3» продолжительностью 15 суток 17,5 часов. Позывной — Беркут-2.
За успешное осуществление полёта и проявленные при этом мужество и героизм полковнику-инженеру Артюхину Юрию Петровичу Указом Президиума Верховного Совета СССР от 20 июля 1974 года присвоено звание Героя Советского Союза с вручением ордена Ленина и медали «Золотая Звезда» (№ 10746).
С 25 июля 1974 года — космонавт 3-го класса.
С 11 декабря 1974 года — начальник 2 отдела в ЦПК, старший инструктор-космонавт; курировал военные программы. В 1975—1979 проходил подготовку в группе по военной программе «Алмаз». В 1979—1981 готовился к испытательному полёту на космическом корабле ТКС.
26 января 1982 года отчислен из отряда космонавтов в связи с назначением на должность зам. начальника 1-го управления ЦПК по научно-исследовательской и испытательной работе (до 24 декабря 1987), с 10 декабря 1982 с.н.с. по специальности «Военная кибернетика, системный анализ».
С 3 марта 1988 года полковник Ю. П. Артюхин в запасе.
В 1988—1992 годах работал начальником сектора НПО «Молния»; занимался математическим обеспечением тренажёров «Бурана».
В 1975—1987 — депутат Мособлсовета.
В 1975—1993 — вице-президент Общества дружбы с Португалией.
В 1975—1992 — президент Федерации лыжного спорта РСФСР.
В 1985—1992 — член правления Комитета солидарности со странами Латинской Америки.
Увлечения: охота, рыбалка, коллекционирование книг о В. П. Чкалове.
Жил в Звёздном городке. Умер 4 августа 1998 года. Похоронен на кладбище деревни Леониха Щёлковского района Московской области.

## Воинские звания
- Техник-лейтенант (11.12.1950).
- Старший техник-лейтенант (30.12.1952).
- Старший инженер-лейтенант (1954)
- Инженер-капитан (7.03.1958).
- Инженер-майор (30.03.1962).
- Инженер-подполковник (3.06.1965).
- Инженер-полковник (30.07.1974).
- Полковник (14.05.1984).

## Награды
- Герой Советского Союза (20 июля 1974)
- Орден Ленина (20 июля 1974)
- Орден Красной Звезды (1980)
- 12 медалей, в том числе «За отличие в охране государственной границы СССР» (1977)
- Крест Яна Красицкого (Польша, 1975)

Почётный гражданин городов Байконур (с 1977), Даугавпилс, Джезказган, Калуга, Клин, Ленинск, Варна (Болгария).
Заслуженный мастер спорта СССР (1974), I разряд по лыжному спорту, стрельбе и лёгкой атлетике. Почётный радист СССР (1977).

## Семья
- Отец — Пётр Павлович Артюхин (1904—17.07.1941), военный лётчик, воевал на Халхин-Голе, погиб при обороне Ленинграда.
- Мать — Анна Васильевна Артюхина (Рулина) (1907 г. р.), заведующая детсадом.
- Брат — Игорь Петрович Артюхин (1941 г.р.), мастер-наладчик вакуумных приборов.
- Жена — Нина Ивановна Артюхина (Лисовская) (1933 г. р.), работала в издательстве «Наука».
- Сын — Сергей Юрьевич Артюхин (1955—1999), военнослужащий ВВС, кандидат технических наук, начальник лаборатории Рижского авиационно-инженерного училища.
- Сын — Владимир Юрьевич Артюхин (1964 г. р.), военнослужащий ВВС, научный сотрудник ЦНИИ-30 им. В. П. Чкалова.